# Otto Diederich Lutken
Otto Diederich Lutken (ur. 17 marca 1713, zm. 1790) – duński ekonomista i duchowny.
Piszący w czasopiśmie Danmarks og Norges ökonomiske Magazin pastor parafii na wyspie Fyn Lutken  1 stycznia 1758 roku rozważał kwestię czy jest jakaś preferowana dla gospodarki i rozwoju królestwa liczba poddanych, w czym wyprzedził o niemal 50  lat teorie, które potem rozwijał Thomas Malthus.